# Domenico Campana
Domenico Campana (Reggio de Calàbria, 24 de febrer de 1929 – Roma, 9 de setembre de 2022) va ser un escriptor, guionista, periodista i director de cinema italià.

## Biografia
Fill d'un ferroviari, es va traslladar amb els seus pares primer a Bolonya i a partir dels anys trenta a Milà, on va completar els seus estudis clàssics. Després d'haver-se matriculat a la Facultat de Medicina, aviat va abandonar els estudis per dedicar-se a la carrera literària. Personalitat eclèctica, ha estat reporter, corresponsal, escriptor de teatre, guionista de televisió, comentarista, novel·lista i director.
Des dels anys 80 fins a la seva mort va viure i treballar a Roma.
Va ser corresponsal especial del recentment fundat setmanari Gente, fundat el 1957 per Edilio Rusconi. Va començar la seva carrera com a escriptor amb el drama I giorni dell'amore, guanyador del Premi Marzotto el 1963.
Des de 1980, amb l'arribada de Guglielmo Zucconi a la direcció del diari "Il Giorno", Campana va ser convidat a formar part del grup de periodistes (entre els quals destaquen Massimo Franco, Massimo Fini, Gigi Moncalvo) que donarà vida a una nova temporada important del diari milanès als anys vuitanta.
A Il Giorno Campana treballa de manera transversal, amb reportatges, entrevistes, elzeviri i com a comentarista polític.
Entre els seus debuts a la RAI hi havia la col·laboració en el guió de Le mie prisons" de Silvio Pellico, la famosa minisèrie de Sandro Bolchi (1968) . Posteriorment va filmar una llarga sèrie d'investigacions televisives, entre les quals destaquen Teatro investigazione: Il grande rally, sobre la màfia italoamericana, Primo piano: Dentro la Polonia, sulla Varsavia di Jaruzelskj, De Gasperi e Togliatti, Profilo di Paolo VI, Sulla cresta dell'onda, I mistici cristiani..
Des del 1972 i durant trenta anys va ser autor i director de diversos drames i pel·lícules de televisió.

## Filmografia
- Il bivio (1972)
- Il dipinto (1974)
- La mia vita con Daniela (1979)
- Paura sul mondo (1979)
- Racconto d’autunno
- La stagione delle piogge (1984)
- Comprarsi la vita (1989)

## Narrativa
- Promessi in USA, prefazione di Alberto Bevilacqua, Milano, Bietti, 1974;
- Memorie del crudele inverno, Milano, Rusconi, 1979
- La stanza dello scirocco, Palermo, Sellerio, 1986; giunto nel 2003 alla 8ª edizione;[3] traduzione francese: A l'abri du scirocco, Paris, Liana Levi, 1999[4]
- L' isola delle femmine, Torino, Einaudi, 1991; traduzione tedesca: Das Leuchten der Sirene: ein Roman aus dem alten Sizilien, München, Knaur, 1995[5]
- Zeno di Nomadelfia: un profeta scomodo, nota introduttiva di Nilde Iotti, Torino, Edizioni paoline, 1991
- I giardini della Favorita, Torino, Einaudi, 1992
- Tu notte che conduci, Milano, Bompiani, 1994
- Pietà per le belle, Milano, Mondadori (2000)